# Ботинки Буша
Боти́нки Бу́ша — общее устойчивое название инцидента, произошедшего с Джорджем Бушем младшим 14 декабря 2008 года, когда на пресс-конференции в Багдаде в него кинули ботинки. В арабской культуре кинуть обувь в кого-либо равноценно сильнейшему оскорблению.

## Ход событий инцидента
Во время совместной пресс-конференции Буша и Премьер-министра Ирака Нури Малики, находящийся в третьем ряду корреспондент египетского телеканала «Аль-Багдадиа» Мунтазар аль-Зейди, аккредитованный на конференцию с участием президента США, внезапно поднялся со своего места и со словами «Это подарок от иракцев. Это прощальный поцелуй, ты — собака», кинул в президента США ботинок, потом журналист нагнулся, взял второй ботинок и кинул его также. Только после этого на журналиста накинулась охрана президента США и нейтрализовала его, немедленно уведя из зала, где проходила пресс-конференция. Буш не пострадал, так как ловко увернулся от обоих ботинок, однако пострадала пресс-секретарь Буша — Дана Перино, которой в сумятице ударили микрофоном в глаз.

## Реакция Буша после инцидента
Сразу после инцидента в интервью телеканалу «ABC» Буш среди прочего заявил, что «не держит зла на того парня», а инцидент вообще считает «забавным». «Такое бывает, и это признак свободного общества», — резюмировал Буш. В целом, Буш охарактеризовал инцидент как самый странный момент своего президентства.

## Общественный резонанс
Новость об инциденте мгновенно облетела весь мир, о ней передали все ведущие новостные агентства мира.
На защиту журналиста встали многие антиамерикански настроенные и/или осуждающие американскую военную кампанию в Ираке общественные организации и отдельные граждане.
Так, ливанский телеканал New TV, выразив солидарность с поступком журналиста, зачислил его себе в штат, а также обязался выплатить любые деньги, если встанет вопрос об освобождении аль-Зейди под залог. Заработная плата аль-Зейди начисляется с того самого момента, как он бросил в Буша первый ботинок.
Президент Венесуэлы Уго Чавес отметил храбрость иракского журналиста, хотя и подчеркнул, «что не следует кидать ботинки ни в президентов, ни в кого бы то ни было».
Благотворительная организация Wa Attassimou, руководителем которой является дочь Муаммара Каддафи Аиша, наградила аль-Зейди Медалью за храбрость, за поступок, олицетворяющий торжество прав человека по всему миру.
Союз арабских адвокатов создал специальный международный правозащитный комитет, который займётся делом журналиста при возможном разбирательстве в суде.
Защищать его в суде, причём совершенно бесплатно, вызвался один из лучших юристов в Ираке — Халиль аль-Дулейми (бывший адвокат Саддама Хусейна).
16 декабря, через день после инцидента, в Багдаде проходила демонстрация численностью несколько тысяч иракцев с требованием немедленно освободить Мунтазара аль-Зейди.
Спикер иракского парламента Махмуд аль-Машхадани объявил о своей отставке после того, как депутаты устроили потасовку в зале заседаний при обсуждении вопроса о судьбе Мунтазара аз-Зейди.
Через два дня после инцидента в рунете появилась сразу ставшая довольно популярной сетевая игра «Попади валенком в Буша».
Публичные люди высказывали афоризмы или смешные фразы, связанные с различными интерпретациями слова «ботинок». Самые известные из них:
- Дана Перино на пресс-конференции 18 декабря — «Практика сдавать и забирать ботинки начинается с завтрашнего дня».
- Президент Бразилии Луис Игнасиу Лула да Сильва на саммите стран Латинской Америки и Карибского бассейна — «Не кидайте ботинки. Тут очень жарко, так что если кто-то снимет обувь, мы немедленно узнаем об этом по запаху».
- Там же президент Бразилии в шутку пригрозил Уго Чавесу, что бросит в него ботинком, если его выступление слишком затянется. Уго Чавес, имея в виду своего министра иностранных дел Николаса Мадуро, парировал: — «Мадуро носит обувь 48-го размера… если этот ботинок попадет в кого-то, он раздробит ему череп»[12].
- Депутат турецкого парламента Д. Артыман в интервью, данном турецкому ежедневнику «Миллийет», заявила, что хотела бы бросить в президента Турции А. Гюля ботинком по примеру иракского журналиста, швырнувшего обувью в президента США Дж. Буша[13].

Стали популярны анекдоты про Буша и ботинки:
- Джордж Буш оставил большой, примерно 44-го размера, след в истории Ирака.
- Американцы попросили Махмуда Аббаса прийти на намеченную в пятницу прощальную встречу с Джорджем Бушем без ботинок.
- Бесшумное, не улавливается радарами и другими средствами обнаружения, работает на дешёвом и неисчерпаемом топливе — энергии народного гнева, обладает огромной разрушительной силой и не представляет при этом опасности для мирного населения. Что это за оружие? Ответ — Ботинки Буша.
- Место основного вратаря в футбольной сборной Ирака, предложено премьер-министру Нури Аль-Малики, который прекрасно проявил себя, пытаясь поймать ботинки, пущенные в Джорджа Буша.
- Вместо комиссии, неудачно пытавшейся до войны 2003 года обнаружить в Ираке оружие массового уничтожения, будет создана новая международная комиссия по контролю за обувью в Ираке.

Вскоре после инцидента, в интернете было зарегистрированы около десяти доменов с различными интерпретациями названием инцидента, например: BushShoeVideo.com, BushShoesKiss.com, BushShoeAttack.com и тд. Правда, сами сайты не посвящены инциденту, а используются только как рекламная площадка.
Таким образом, инцидент с ботинками постепенно превращается в интернет-мем.

## Ботинки
Сами ботинки моментально стали неким «символом американской оккупации в Ираке» на антибушевских демонстрациях, и использовались как элемент транспарантов. В сети появились многочисленные карикатуры на Буша и ботинки, а также несколько флеш-игр на тему «попади в Буша ботинком».
Некоторые граждане заявили желание приобрести ботинки, брошенные журналистом, например несколько жителей Ирака, предложили за ботинки $100 тыс. Но рекордсменом оказался житель Саудовской Аравии Асир Хасан Махафа, который объявил, что купит ботинки за $10 млн.
18 декабря 2008 года, после тщательного исследования на предмет обнаружения взрывчатых веществ, ботинки были уничтожены американскими спецслужбами.
Стамбульская обувная фирма Baydan Shoes, объявившая, что в Багдаде в Джорджа Буша запустили именно её изделием, увеличила штат на 100 человек, чтобы справиться с валом заказов. По словам менеджеров Baydan Shoes, за последние дни спрос на мужские полуботинки модели 271, которой теперь называются «туфли Буша», вырос в четыре раза. Поступило несколько десятков тысяч заказов, в том числе из США и Ирака.

## Подражания инциденту

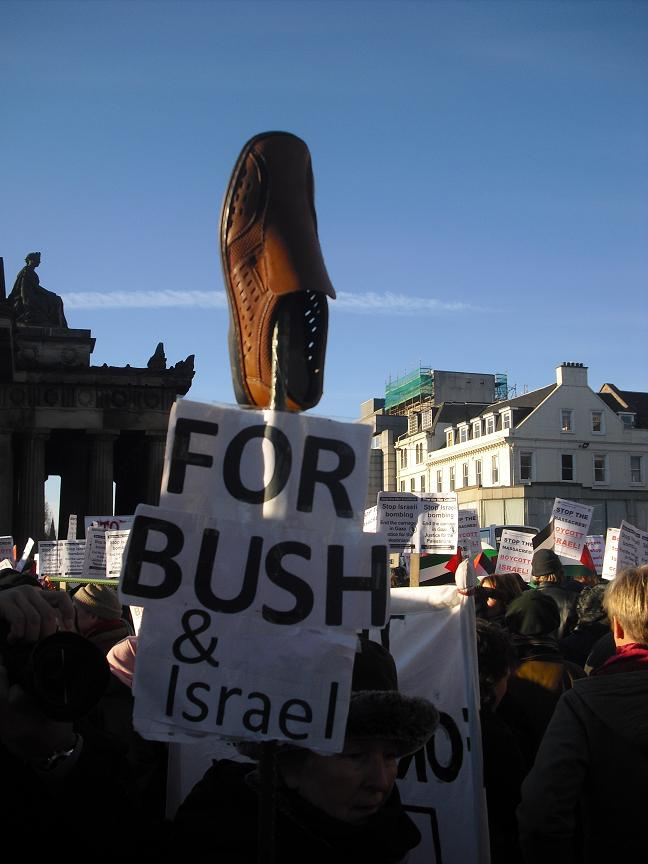
Демонстрация в Эдинбурге

- 19 декабря 2008 года журналист одного из одесских телеканалов Игорь Димитриев на лекции для студентов Одесского педагогического университета им. Ушинского прервал директора Института трансформации общества[20], Олега Соскина, словами: «Я вижу здесь много очаровательных девушек. Оно вам надо было — приходить сюда и слушать старых, лысых, тупых гомосексуалистов? Сейчас я покажу вам, что с ними надо делать!»[21], после чего кинул ботинком в голову Соскина. По словам журналиста, таким образом он протестовал против засилья людей с нетрадиционной сексуальной ориентацией во властных структурах Евросоюза и НАТО[22].
- 21 декабря 2008 года студент МПГУ попытался подбросить коробку к входу американского посольства на Новинском бульваре. В коробке оказалась старая обувь и записка: «Для Буша — с любовью из Москвы». Студенту не удалось скрыться, он был задержан стражами порядка, но ввиду отсутствия состава преступления был отпущен домой. По словам студента, таким образом он хотел выразить социальный протест и солидарность с иракским журналистом Мунтазаром аль-Зейди[23].
- 2 февраля 2009 года аспирант Кембриджского университета Мартин Янке бросил ботинок в премьер-министра Китая Вэня Цзябао, выступавшего в университете. Позднее было сообщено, что студент извинился перед премьер-министром, а тот, в свою очередь, попросил руководство университета не отчислять Янке[24][25].
- По информации некоторых СМИ[26] 31 августа 2009 года неизвестный метнул ботинок в президента Грузии Михаила Саакашвили. Впрочем, есть и опровержения этого сообщения[27].
- 30 октября 2009 года журналист Виталий Папилкин метнул в мэра Самары Виктора Тархова правый ботинок — Salamander 42-го размера. Инцидент остался для журналиста без последствий и серьёзного резонанса[28]. Двумя неделями позже журналист заявил, что в квартире, где он проживает, случился взрыв[29]. Однако правоохранительные органы эту информацию не подтвердили[30].
- 26 ноября 2009 года депутат Сербской радикальной партии Гордана Поп-Лазич кинула туфлю в заместителя спикера скупщины Гордану Чомич. Как заявил заместитель председателя СРП Драган Тодорович, «Эта туфля войдет в историю, и также как иракский ботинок станет символом борьбы против тиранов». За свой поступок Поп-Лазич должна заплатить штраф в размере 500 долларов[31][32].
- 1 декабря 2009 года жертвой ботинкометания стал сам Мунтазар аль-Зейди, годом ранее бросивший ботинки в Джорджа Буша. Во время пресс-конференции в Париже, посвящённой войне в Ираке, один из журналистов (по сообщению Франс-Пресс — иракец, живущий в изгнании[33][34]) метнул ботинок в аль-Зейди с криком на арабском «Ирак — не оккупированная страна, вот тебе ещё ботинок!»). Как и Бушу, аль-Зейди удалось увернуться от башмака[35]. Он прокомментировал инцидент, сказав что нападавший «украл его технику». После броска брат аль-Зейди, присутствовавший в зале, кинулся догонять убегавшего метателя, и на выходе из помещения также швырнул в него ботинком.
- 23 февраля 2010 года ботинок полетел в премьер-министра Турции Реджепа Эрдогана. Нападающий кричал: «Да здравствует Курдистан»[36].
- 15 августа 2010 года в индийской части Кашмира некий полицейский, чьё имя не указывается, бросил ботинок в госминистра штата Омара Абдуллу во время церемонии дня независимости в Шринагаре со словами: «Мы хотим свободы!»[37][38].

## Последствия для Мунтазара аль-Зейди
Мунтазар аль-Зейди был задержан, ему было предъявлено обвинение. По иракским законам, за нападение на лидера иностранного государства, не приведшее к телесным повреждениям или смерти последнего, ему грозило тюремное заключение сроком до 7,5 лет. По сообщению агентства Франс Пресс, сотрудники спецслужб при задержании сломали ему руку и ребра.
В интервью RT Мунтазар рассказал, что в тюрьме он подвергался пыткам: ему сломали нос и ногу, выбили зубы, избивали (в том числе плетьми), били электрошокером.
Сидя в тюрьме, аль-Зейди якобы написал письмо на имя премьер-министра Ирака с извинениями за содеянное. Но родной брат журналиста опроверг подлинность подобного письма, так как, по его словам, «Мунтазар никогда ни перед кем не извинялся».
12 марта 2009 года суд приговорил Мунтазара аль-Зейди к трём годам заключения; в апреле 2009 года после подачи апелляции адвокатами аль-Зейди суд сократил срок заключения до одного года. После отбывания части срока, в конце августа за хорошее поведение срок заключения было решено уменьшить ещё на три месяца. 11 сентября 2009 года Мунтазар вышел на свободу.

## Памятник ботинкам Буша

Памятник ботинкам Буша

29 января 2009 года гигантский ботинок был установлен в городе Тикрит — на родине бывшего иракского президента Саддама Хусейна. Предмет располагался на белом пьедестале, на который нанесено стихотворение, прославляющее поступок Заиди. Высота скульптуры составляла 3 м, а длина — 2,5 м.
Автор произведения багдадец Лаит Амари заявил, что его работа должна стать «источником гордости для всех иракцев», и что журналист Мунтадар аль-Зейди, метнувший ботинок в американского президента, стал народным героем как в мусульманском мире, так и за его пределами. Также он заявил, что работа не является политической.
Ботинок был установлен в саду дома, где находится благотворительная организация, которая занимается уходом за детьми, чьи родители погибли в ходе войны. Глава организации Шаха Джубури заявил, что возведение скульптуры не поддерживалось какими-либо политическими организациями.
На следующий день, 30 января, памятник был снесён по распоряжению властей Тикрита.